# A4 (Jamaica)
De A4 is een weg op Jamaica. De weg loopt vanaf de hoofdstad Kingston via Morant Bay via de oostpunt van het eiland naar Port Antonio aan de noordkust. Vandaar loopt de weg verder westwaarts en eindigt in Annotto Bay.

## Kruisingen met andere A-wegen
- A1, in Kingston
- A3, in Kingston en Annotto Bay

T1 · T2 · T3
A1 · A2 · A3 · A4
B1 · B2 · B3 · B4 · B5 · B6 · B7 · B8 · B9 · B10 · B11 · B12 · B13